# Art Devlin
Pour les articles homonymes, voir Devlin.
Arthur « Art » Donovan Devlin, né le 7 septembre 1922 à Lake Placid et mort le 22 avril 2004 dans la même localité, est un sauteur à ski américain des années 1950. 

## Biographie
Originaire de Lake Placid dans l'État de New York, Devlin est pilote pendant la Seconde Guerre mondiale en Europe sur Consolidated B-24 Liberator et reçoit différents honneurs militaires dont trois Purple Hearts.
Il est cinquième en individuel aux Championnats du monde 1950 qui ont eu lieu à Lake Placid. Devlin participe aux 1952 et Jeux olympiques d'hiver de 1956, où il termine respectivement 15e et 21e. Il aurait été qualifié pour les Jeux olympiques en 1940 s'ils avaient eu lieu.
En dehors du saut à ski, Devlin ouvre un hôtel en 1953 le Art Devlin's Olympic Motor Inn. Il est aussi consultant sportif pour ESPN on ABC pendant les Jeux olympiques d'hiver de 1964, 1968, 1976 et 1980.
Devlin participe également à la campagne pour apporter les Jeux olympiques d'hiver de 1980 à Lake Placid en faisant du lobbying en Europe pour la candidature au Comité international olympique.
Devlin se marie et a trois enfants. Sa première femme meurt en 1989 et il se remarie par la suite. Il meurt d'une tumeur du cerveau en 2004.

## Sources
- (en) "Art Devlin's Olympic Motor Inn". (1999). In AAA New York Tour Book: Good through 4/2000. Heathrow, FL: AAA Publishing. p. 280.